# Eriocephalus punctulatus
Eriocephalus punctulatus, som på svenska kallas sydafrikansk kamomill (jmfr eng. Cape Chamomile), är en art inom släktet Eriocephalus, som tillhör familjen korgblommiga växter (Asteraceae). Denna växt är känd för sina medicinska egenskaper och har traditionellt använts för sina terapeutiska fördelar inom folkmedicin.

## Beskrivning
Sydafrikansk kamomill är en flerårig buske som är inhemsk i vissa regioner i södra Afrika, inklusive Sydafrika och Namibia. Den når vanligtvis en höjd av 1 till 2 meter och har smala, aromatiska blad som är täckta av små vita hår, vilket ger växten ett silveraktigt utseende. Blommorna är små och vita och förekommer i täta korgar längs stjälken.

## Medicinska användningsområden
Denna växt har en lång historia av användning inom traditionell medicin i de områden där den är inhemsk. Flera delar av växten, inklusive bladen och blommorna, har använts för att behandla olika hälsoproblem. Här är några av de vanligaste medicinska användningsområdena:
- Lindring av andningsbesvär: Bladen har använts för att lindra hosta och andningsbesvär, och de har traditionellt inhalerats för att underlätta andningen.
- Sömnhjälpmedel: Växten har också använts som ett naturligt sömnmedel. Den tros kunna förbättra sömnkvaliteten och lindra sömnlöshet.
- Antioxidantegenskaper: Sydafrikansk kamomill innehåller antioxidanter som kan vara fördelaktiga för hälsan genom att skydda kroppens celler från skadliga fria radikaler.
- Antiinflammatoriska egenskaper: Vissa rapporter tyder på att extrakt från växten kan ha antiinflammatoriska egenskaper och kan användas för att lindra inflammation och smärta.
- Hudvård: Växten har också använts för hudvård och kan hjälpa till att lindra hudirritation och klåda.

## Forskning och framtida potential
Trots de många traditionella användningsområdena för Eriocephalus punctulatus, är det viktigt att notera att mer forskning behövs för att fastställa dess effektivitet och säkerhet i olika medicinska sammanhang. Det pågår forskning för att undersöka dess kemiska sammansättning och potentiella farmakologiska egenskaper, vilket kan ge ytterligare insikter i dess medicinska användning och eventuella biverkningar.